# クロロゾトシン
クロロゾトシン(Chlorozotocin)は、ニトロソウレアである。癌の治療に用いられている。
ストレプトゾトシンのアナログである。